# Lucius Valerius Flaccus (Kr. e. 131)
Lucius Valerius Flaccus (Kr. e. 2. század) római politikus, az előkelő Valeria gens tagja volt.
Kr. e. 131-ben consul volt, miközben flamen Martialis lévén papi tisztséget is viselt. Hivatali évében szerette volna megszerezni az Arisztonikosz elleni asiai háború parancsnokságát, ám kollégája, Marcus Licinius Crassus, aki a pontifex maximus volt, megbírságolta, amiért elhagyta a rábízott szentélyeket. Az ügyet a népgyűlés elé vitték, ami a bírságot ugyan eltörölte, de egyébként megerősítette Crassus azon döntését, hogy Flaccus nem hagyhatja el Rómát.